# Каніковський Олег Євгенійович
Каніковський Олег Євгенійович – український хірург, доктор медичних наук, професор, завідувач кафедри хірургії медичного факультету № 2 Вінницького національного медичного університету ім. М. І. Пирогова.

## Життєпис
Народився 9 червня 1964 р. у м. Вінниці. Навчався у Вінницькій середній школі, яку закінчив у 1981 р. із золотою медаллю.
Батьки Олега Євгенійовича були лікарями.  У 1981 р. вступив до Вінницького державного медичного інституту ім. М. І. Пирогова на лікувальний факультет. Навчання тривало з 1981 р. до 1987 р. Після завершення навчання Олег Євгенійович отримав диплом з відзнакою.
Інтернатуру проходив у Вінницькій клінічній центральній районній лікарні, а протягом 1988–1989 років проходив клінічну ординатуру на кафедрі хірургії педіатричного факультету Вінницького медичного інституту. Згодом, Олег Євгенійович працював асистентом кафедри факультетської хірургії Вінницького медичного інституту.
У 1992 р. під керівництвом видатного хірурга професора Тараса Адамовича Кадощука він захистив кандидатську дисертацію на тему «Оцінка ефективності оперативного лікування раку підшлункової залози і періампулярної зони».
У 2002 році захистив докторську дисертація «Експериментально-клінічне обґрунтування методів профілактики і лікування постнекротичних ускладнень гострого панкреатиту». Науковим консультантом під час написання докторської дисертації був професор Михайло Юхимович Ничитайло. У 2002 р. О. Є. Каніковському було присвоєно звання доцента, а в 2006 р. – звання професора. 

## Наукова робота
Спектр наукових досліджень включає хірургію підшлункової залози, зокрема гострого і хронічного панкреатиту, та хірургію печінки і жовчних проток. Професор О.Є. Каніковський впроваджує і розвиває ендоскопічну хірургію, широко оперує на органах черевної порожнини, зокрема на печінці і підшлунковій залозі.
20 квітня 2006 р. Олега Каніковського призначили завідувачем кафедри хірургії медичного факультету № 2 Вінницького національного медичного університету ім. М. І. Пирогова. 
Кафедра займається лікуванням захворювань печінки, підшлункової залози, жовчних шляхів, реконструктивна хірургія: здійснюється діагностика, вибір тактики лікування і безпосередне лікування – за потреби консервативне, а за необхідності виконуються оперативні втручання будь-якого рівня складності. Проводять резекцію (видалення частини печінки), оперуються пухлини печінки, онкопатологія підшлункової залози і жовчних шляхів. Працівники кафедри проводять операції на жовчних протоках. Пахові грижі оперуються переважно лапароскопічно, малоінвазивними методами, але за необхідності проводять і відкриті оперативні втручання. Також виконуються колопроктологічні втручання: оперуються хронічні геморої, парапроктити, гострі хронічні кісти, аноректальні та ентеровагінальні нориці тощо. 
«...на сьогодні основним напрямом роботи є допомога пораненим захисникам», – зазначає Олег Євгенійович Каніковський.  Лікують пацієнтів із різноплановими захворюваннями, пов’язаними з мінно-вибуховими травмами, з акубаротравмами (контузіями), черепно-мозковими, травмами грудної та черевної порожнини, а основна маса поранених з травмами кінцівок.  
У 2024 році, до 60-річчя професора було видань біобібліографічний покажчик його праць, у якому зазначено, що Олег Каніковський є автором 341 друкованої праці та 54 патентів.
Під керівництвом Олега Каніковського захистили дисертації 5 науковців:
Саволюк Сергій Іванович,
Харчук Олексій Вікторович,
Гнатюк Юрій Петрович,
Мoсьондз Василь Володимирович,
Осадчий Андрій Васильович.